# Asbjørn Sennels
Asbjørn Sennels (ur. 17 stycznia 1979 w Brabrand, zm. 9 lipca 2023) – duński piłkarz występujący na pozycji obrońcy. Dwukrotny reprezentant kraju.

## Kariera klubowa
Sennels seniorską karierę rozpoczynał w 1998 roku w klubie IK Skovbakken. W 1999 roku trafił do Viborga z Superligaen. W tych rozgrywkach zadebiutował 21 maja 2000 roku w wygranym 7:2 pojedynku z Aalborgiem. W tym samym roku zdobył z zespołem Puchar Danii oraz Superpuchar Danii. 24 listopada 2002 roku w wygranym 4:1 spotkaniu z Esbjergiem strzelił pierwszego gola w Superligaen.
Na początku 2004 roku Sennels odszedł do Brøndby IF, także występującego w Superligaen. Pierwszy ligowy mecz zaliczył tam 14 marca 2004 roku przeciwko Esbjergowi (1:6). W Brøndby spędził 3,5 roku. W tym czasie zdobył z klubem mistrzostwo Danii (2005), puchar kraju (2005), 2 Puchary Ligi Duńskiej (2005, 2006), a także wywalczył z nim 2 wicemistrzostwa Danii (2004, 2006).
W 2007 roku Sennels wrócił do Viborga. W 2008 roku spadł z nim do 1. division. Odszedł z tego zespołu w 2010 roku. Dwa lata później na kilka miesięcy ponownie powrócił do Viborga, po czym zakończył karierę.

## Kariera reprezentacyjna
W reprezentacji Danii Sennels zadebiutował 20 sierpnia 2003 roku w zremisowanym 1:1 towarzyskim meczu z Finlandią. W latach 2003–2004 w drużynie narodowej rozegrał w sumie 2 spotkania. Grał też w kadrze Danii U-21.